# Zagłada Żydów w Markowej
Zagłada Żydów w Markowej – eksterminacja żydowskich mieszkańców wsi Markowa na Podkarpaciu dokonana przez okupantów niemieckich w czasie II wojny światowej.
Przed wojną w Markowej mieszkało około 120 Żydów, przy czym w pierwszym okresie okupacji ich liczba zmniejszyła się na skutek ucieczek i przymusowych przesiedleń. Po rozpoczęciu akcji „Reinhardt” większość miejscowych Żydów zaczęła się ukrywać. Znaczna ich liczba została jednak wyłapana i wymordowana przez niemiecką żandarmerię i polską granatową policję, między innymi podczas obławy w grudniu 1942 roku. Przedmiotem kontrowersji pozostaje skala uczestnictwa miejscowej ludności polskiej w tropieniu Żydów. Po zakończeniu wojny z terenu Markowej ekshumowano szczątki 49 Żydów.
W marcu 1944 roku Niemcy zamordowali ośmioosobową rodzinę Ulmów, która udzielała schronienia żydowskim uciekinierom. Niemniej wyzwolenia doczekało 21 Żydów, którzy byli ukrywani przez polskie rodziny z Markowej. Dziewięcioro mieszkańców wsi odznaczono medalem „Sprawiedliwy wśród Narodów Świata”.

## Geneza
W okresie II Rzeczypospolitej Markowa była siedzibą gminy w powiecie przeworskim. W czasie II wojny światowej liczyła około 4,5 tys. mieszkańców.
Przed wojną w Markowej mieszkało około 30 rodzin żydowskich, łącznie około 120 osób. W tym czasie w całym powiecie przeworskim mieszkało 3405 Żydów, a w sąsiednim powiecie łańcuckim – ponad 6 tys. Większość markowskich Żydów, poza dwiema rodzinami uprawiającymi rolę, utrzymywała się z handlu. Żydowskie gospodarstwa były rozproszone po całej wsi.
Oddziały Wehrmachtu zajęły Markową 9 września 1939 roku. Wkrótce po rozpoczęciu niemieckiej okupacji powiat przeworski wraz z powiatem łańcuckim uległy likwidacji i zostały wcielone w skład powiatu jarosławskiego Generalnego Gubernatorstwa. Markowa pozostała jednak siedzibą gminy. We wsi zorganizowano około 3–5 osobowy posterunek granatowej policji. Jego komendantem był Konstanty Kindler – volksdeutsch z Wielkopolski, znany z brutalności i gorliwości w wykonywaniu niemieckich poleceń. Posterunek w Markowej podlegał niemieckiej żandarmerii z posterunku w Łańcucie. W latach 1941–1944 posterunkiem tym dowodził por. Eilert Dieken.
Ze względu na fakt, że Markowa i sąsiednie gminy znajdowały się w bezpośrednim sąsiedztwie linii demarkacyjnej III Rzesza – ZSRR, Niemcy jeszcze przed zakończeniem kampanii wrześniowej podjęli próbę wypędzenia miejscowych Żydów do sowieckiej strefy okupacyjnej. 22 września 1939 roku nakazano im przenieść się w trybie natychmiastowym za Bug. W konsekwencji przymusowych transferów ludności, lecz także dobrowolnych ucieczek na wschód, liczba Żydów zamieszkujących w powiecie jarosławskim wynosiła pod koniec 1940 roku zaledwie 6 tys. osób. W Markowej część Żydów opuściła swoje domy, większość zdecydowała się jednak pozostać na miejscu. Latem 1942 we wsi przebywało prawdopodobnie kilkudziesięciu Żydów.
W latach 1939–1942, podobnie jak w innych regionach okupowanej Polski, markowscy Żydzi padali ofiarą dyskryminacji i prześladowań. Władze niemieckie narzuciły im przymus pracy i obowiązek noszenia opasek z gwiazdą Dawida. Ludność żydowską dotykały także rozmaite konfiskaty i rekwizycje. Ponadto jeszcze przed sierpniem 1942 roku Niemcy zamordowali w Markowej co najmniej siedmiu Żydów. Ich zwłoki pogrzebano w ogrodzie Bienia Millera.

## Akcja „Reinhardt”

### „Przesiedlenie” i „Judenjagd”
17 marca 1942 roku, wraz z przybyciem do obozu śmierci w Bełżcu pierwszych transportów z Lublina i Lwowa, rozpoczęła się zagłada ludności żydowskiej w Generalnym Gubernatorstwie, której Niemcy nadali kryptonim akcja „Reinhardt”. Żydów z Markowej zobowiązano, aby w terminie do 30 kwietnia złożyli wnioski o wydanie kenkart. Ewidencja ludności żydowskiej miała w zamyśle Niemców ułatwić jej późniejszą deportację do obozów zagłady.
Powiat jarosławski został objęty akcją „Reinhardt” pod koniec lipca lub w sierpniu 1942 roku. Miejscowych Żydów gromadzono w obozie przejściowym w Pełkiniach, skąd następnie byli wywożeni do obozu zagłady w Bełżcu. Między 1 a 16 sierpnia z Pełkiń wywieziono do Bełżca około 8 tys. osób. Część Żydów osadzonych w Pełkiniach zamordowano w lasach pod Wólką Pełkińską. Egzekucje towarzyszyły także likwidacji gett. Niemcy często mordowali na miejscu osoby niezdolne do transportu, przede wszystkim dzieci i starców. Doraźnie rozstrzeliwali także żydowskich mieszkańców niektórych mniejszych wsi i osad.
W sierpniu Niemcy zakazali Żydom dalszego przebywania w Markowej. Na „przesiedlenie” zgłosiło się jednak bardzo niewielu Żydów, prawdopodobnie nie więcej jak 6–8 osób. Były to w większości osoby starsze. Zostały one zabrane jedną furmanką do Łańcuta, a następnie podzieliły los mieszkańców tamtejszego getta.
Kilkudziesięciu Żydów, którzy zdecydowali się zignorować niemieckie zarządzenia, było odtąd zmuszonych się ukrywać. Niektórzy znaleźli schronienie u polskich rolników, inni bez wiedzy gospodarzy pomieszkiwali w stodołach i stajniach lub koczowali na okolicznych polach i w lasach. Ci ostatni pojawiali się niekiedy we wsi, aby prosić o żywność lub krótkotrwały nocleg.
Uciekinierów tropiła niemiecka żandarmeria i polska granatowa policja, Między sierpniem a grudniem 1942 roku w okolicach Markowej schwytano i zastrzelono od kilku do kilkunastu Żydów. Część zginęła z rąk policjanta Konstantego Kindlera. Ponadto co najmniej jedna ukrywająca się Żydówka zmarła z wycieńczenia. Inny Żyd, który nie znalazł odpowiedniej kryjówki i w obliczu zbliżającej się zimy, uznał, że dalsze ukrywanie się nie ma sensu, zgłosił się dobrowolnie na posterunek policji.

### Obława 13 grudnia 1942 roku
Pod koniec jesieni 1942 roku Niemcy zintensyfikowali działania, których celem było wyłapanie Żydów ukrywających się w okolicach Łańcuta. Do tropienia uciekinierów, podobnie jak w innych regionach okupowanej Polski, zaangażowano polską administrację najniższego szczebla oraz członków straży wiejskich. Sołtysi i ludność nie mogli się uchylić od uczestnictwa bez narażania się na najsurowsze represje. Na początku grudnia 1942 roku obławę na ukrywających się Żydów przeprowadzono w Husowie. Niedługo później władze okupacyjne zobowiązały sołtysa Andrzeja Kuda do zorganizowania podobnej obławy w Markowej.
W niedzielę 13 grudnia 1942 roku sołtys Kud publicznie ogłosił przed miejscowym kościołem, że tego dnia odbędzie się we wsi poszukiwanie Żydów. Zdaniem Mateusza Szpytmy uczynił to celowo, aby ostrzec gospodarzy, którzy ukrywali Żydów i dać im czas na podjęcie środków ostrożności. W obławie wzięło udział co najmniej 26 miejscowych Polaków. Byli to przede wszystkim członkowie ochotniczej straży pożarnej i warty gromadzkiej; na czele tych formacji stali w tym czasie odpowiednio Franciszek Homa i Andrzej Rewer. Niewykluczone, że w poszukiwaniach uczestniczyli także funkcjonariusze granatowej policji oraz zwykli mieszkańcy wsi. Tego dnia w Markowej i w jej bezpośrednim sąsiedztwie ujęto od kilkunastu do dwudziestu pięciu Żydów. Według Jakuba Einhorna – Żyda z Markowej, któremu udało się przeżyć niemiecką okupację – schwytano siedemnaście osób. Liczbę tę Szpytma uznaje za „najbliższą prawdy”.
Noc z 13 na 14 grudnia schwytani Żydzi spędzili w areszcie gminnym. Następnego dnia z Łańcuta przybyli funkcjonariusze niemieckiej żandarmerii, którzy rozstrzelali wszystkich zatrzymanych na dawnym okopie, wykorzystywanym również jako grzebowisko zwierząt. Nie wiadomo, czy podobne obławy były przeprowadzane w Markowej w późniejszym okresie.
Według Einhorna uczestniczący w obławie Polacy mieli wykazywać się znaczną gorliwością, a wręcz brutalnością. Schwytani Żydzi byli bici, a później przez całą noc poddawano ich torturom w areszcie gminnym. Ofiarom odebrano także wszystkie posiadane ubrania i przedmioty. Einhorn twierdził ponadto, że śmierci na „okopie” uniknęła młoda Żydówka, która ukrywała się wraz z bratem w gospodarstwie Józefa Dołęgi. Kobieta miała później zostać wielokrotnie zgwałcona przez dwóch strażaków, a gdy zaszła w ciążę, zabrano ją wraz z bratem w nieznanym kierunku i najprawdopodobniej zamordowano.
Wiarygodność relacji Einhorna bywa kwestionowana. Sądy, przed którymi toczyły się po wojnie procesy przeciwko mieszkańcom Markowej oskarżonym o współudział w zbrodniach na ludności żydowskiej, nie uznały jego zeznań za w pełni wiarygodne. Szpytma twierdzi ponadto, że wydarzenia, o których pisał Einhorn mogły mieć miejsce w innej miejscowości i nie jest przy tym pewne, że ich przebieg był rzeczywiście taki, jak to przedstawił ocalały. Odrzuca jednocześnie oskarżenia, że Żydzi ujęci w Markowej podczas obławy 13 grudnia byli torturowani, jego zdaniem nie doszło również do gwałtu na żydowskiej kobiecie. Jego zdaniem dostępne źródła nie pozwalają „stawiać zdecydowanych tez dotyczących skali zaangażowania konkretnych osób w wykonywanie niemieckich rozkazów”, w tym rozstrzygnąć, w jakim stopniu udział poszczególnych osób w obławie był spowodowany obawą przed niemieckimi represjami, a w jakim stopniu był ich osobistą inicjatywą. O prawdziwości relacji Einhorna przekonani są natomiast Jan Grabowski i Dariusz Libionka.
Według Szpytmy znany jest tylko jeden przypadek zamordowania ukrywanego Żyda przez mieszkańca Markowej. Ofiarą miał być Israel Tohym, który załamał się psychicznie i zaczął stwarzać zagrożenie dla ukrywającego go Polaka. Do zabójstwa miało dojść w 1943 roku lub na początku 1944 roku.

## Mord na rodzinie Ulmów
Jednym z mieszkańców Markowej, którzy pomagali ukrywającym się Żydom, był Józef Ulma. Pod koniec 1942 roku wraz z żoną Wiktorią przyjął pod swój dach ośmioro Żydów: pięciu mężczyzn z rodziny Goldmanów/„Szallów” z Łańcuta (ojca i czterech synów) oraz zamężne córki Chaima i Estery Goldmanów z Markowej: Gołdę (Genię) Grünfeld i Leę Didner wraz z małą córeczką o nieznanym imieniu.
Półtora roku później Ulmowie zostali zadenuncjowani, najprawdopodobniej przez granatowego policjanta Włodzimierza Lesia, który zagarnął majątek rodziny „Szallów” i zamierzał pozbyć się jego prawowitych właścicieli. 24 marca 1944 roku do Markowej przybyli niemieccy żandarmi i granatowi policjanci z Łańcuta. Niemcy rozstrzelali Józefa i Wiktorię Ulmów, a także ich szóstkę dzieci, z których najstarsze liczyło osiem lat, a najmłodsze – półtora roku. W chwili śmierci Wiktoria była w zaawansowanej ciąży. Razem z Ulmami zginęli wszyscy ukrywani Żydzi.

## Inne przypadki ukrywania Żydów w Markowej
Ulmowie nie byli jedyną rodziną, która pomagała żydowskim uciekinierom. Do 27 lipca 1944 roku, kiedy to Markowa została zajęta przez Armię Czerwoną, w ukryciu przetrwało 21 Żydów.
Wśród osób, które ukrywały Żydów w Markowej, byli:
- Michał i Maria Barowie, którzy ukrywali trzyosobową rodzinę Lorbenfeldów (Chaima i Rojzę oraz ich córkę Pesię).
- Julia i Józef Barowie, którzy wraz z córką Janiną ukrywali pięcioosobową rodzinę Riesenbachów (Jakuba, Itę oraz ich troje dzieci: Joska, Genię i Manię).
- Antoni i Dorota Szylarowie, którzy ukrywali siedmioosobową rodzinę Weltzów z Rzeszowa (Miriam, jej dzieci: Mońka, Abrahama, Reśkę, Arona, a także żonę Arona – Shirley i ich syna Leona).
- Michał i Katarzyna Cwynarowie, którzy ukrywali Żyda posługującego się imieniem Władysław (najprawdopodobniej był to Mozes Reich).
- Jan i Weronika Przybylakowie, którzy ukrywali Jakuba Einhorna. Przybylakowie najprawdopodobniej ukrywali także trzyosobową żydowską rodzinę o nieznanym nazwisku.
- Michał i Wiktoria Drewniakowie oraz Katarzyna Bar i jej dzieci, którzy przez pewien czas także udzielali schronienia Jakubowi Einhornowi.
- Jan i Helena Cwynarowie, którzy udzielili schronienia Abrahamowi Segalowi z Brzeżan.

Medalem „Sprawiedliwy wśród Narodów Świata” zostali odznaczeni Antoni i Dorota Szylarowie z córkami Zofią i Heleną (1992) oraz Julia i Józef Barowie z córką Janiną (1999).

## Epilog
W 1947 roku na terenie Markowej prowadzone były prace ekshumacyjne. Ekshumowano wtedy szczątki 49 Żydów, przy czym 34 zwłoki odnaleziono na „okopie”, osiem przy domu Ulmów, a siedem w ogrodzie Bienia Millera. Wszystkie zwłoki pogrzebano na Cmentarzu Ofiar Hitleryzmu w Jagielle–Niechciałkach.
Mord na rodzinie Ulmów z Markowej stał się symbolem martyrologii Polaków mordowanych przez Niemców za niesienie pomocy Żydom. W 1995 roku Józef i Wiktoria zostali pośmiertnie odznaczeni medalem „Sprawiedliwy wśród Narodów Świata”. 17 marca 2016 roku w Markowej otwarto Muzeum Polaków Ratujących Żydów podczas II wojny światowej im. Rodziny Ulmów.

## Odpowiedzialność sprawców
Po zakończeniu wojny organy ścigania Polski Ludowej prowadziły śledztwa przeciwko mieszkańcom Markowej oskarżonym o współudział w zbrodniach na ludności żydowskiej. Od początku jednym z głównych podejrzanych był Andrzej Rewer – w czasie wojny komendant miejscowej warty gromadzkiej. Pierwsze śledztwo wszczęto przeciw niemu w 1949 roku, lecz wyrokiem z 23 maja 1950 roku sąd apelacyjny w Rzeszowie uniewinnił go od wszystkich zarzutów. Już we wrześniu 1950 roku, najprawdopodobniej na podstawie zeznań Jakuba Einhorna, aresztowano jednak Wojciecha Krauza, Antoniego Bara i Michała Szpytmę. Wznowione zostało także śledztwo przeciwko Rewerowi. Ten początkowo się ukrywał, lecz w lipcu 1951 roku został zatrzymany w Krakowie. Kilka miesięcy później Sąd Najwyższy na wniosek prokuratury zgodził się wznowić prowadzone przeciw niemu postępowanie karne. Łącznie śledztwem objęto 26 mieszkańców Markowej. Gromadzeniu dowodów towarzyszyły jednak liczne trudności, a prokurator odnotował, że podczas przesłuchiwania świadków i oskarżonych natrafił na „solidarną obronę polegającą na zgodnym obciążeniu osób ukrywających się lub umarłych”.
Drugi proces Rewera toczył się przed sądem wojewódzkim w Rzeszowie wiosną 1952 roku. Ostatecznie wyrokiem z 21 kwietnia tegoż roku oskarżony został oczyszczony z wszystkich zarzutów. Było to spowodowane przede wszystkim faktem, iż sąd uznał zeznania Jakuba Einhorna, który był głównym świadkiem oskarżenia, za niewystarczająco wiarygodne. Ten ostatni w trakcie procesu konsekwentnie podtrzymywał jednak swoją wersję wydarzeń. Zdaniem Grabowskiego i Libionki sąd nie dał mu wiary, gdyż mieszkańcy Markowej, którzy występowali w charakterze świadków, solidarnie ochraniali oskarżonych i podważali zeznania ocalałego Żyda. Szpytma wskazuje z kolei, że w trakcie procesu wykazano, że niektóre wydarzenia, których Einhorn rzekomo był naocznym świadkiem, znał on w rzeczywistości wyłącznie z relacji osób trzecich. Ponadto po przeprowadzeniu wizji lokalnej sąd uznał, że ze swojej ówczesnej kryjówki Einhorn nie mógł dokładnie obserwować aresztu gminnego, do którego zaprowadzono Żydów ujętych 13 grudnia 1942 roku.
Żadne z pozostałych postępowań prowadzonych przeciwko mieszkańcom Markowej nie zakończyło się wydaniem prawomocnego wyroku skazującego. 4 maja 1951 roku sąd wojewódzki w Rzeszowie skazał Wojciecha Krauza na karę sześciu lat pozbawienia wolności. Dwóch pozostałych oskarżonych – Antoniego Bara i Michała Szpytmę – uniewinniono. W październiku 1953 roku Sąd Najwyższy na wniosek obrońcy skazanego unieważnił jednak wyrok i skierował sprawę Krauza do ponownego rozpatrzenia. Wznowione postępowanie zakończyło się uniewinnieniem oskarżonego (1954). Wydając wyrok uniewinniający, sąd kierował się wcześniejszym rozstrzygnięciem w sprawie Andrzeja Rewera. W lipcu 1953 roku aresztowani zostali Andrzej Kud (były sołtys) i Stanisław Orzechowski. W listopadzie tegoż roku umorzono jednak prowadzone przeciwko nim śledztwo. W 1954 roku umorzone zostało także śledztwo przeciwko innemu mieszkańcowi Markowej, Franciszkowi Hawro.
Konstanty Kindler – komendant posterunku granatowej policji w Markowej, później funkcjonariusz niemieckiej żandarmerii – został w 1947 roku skazany przez sąd okręgowy w Radomiu na karę dożywotniego pozbawienia wolności. Wyrok nie dotyczył jednak zbrodni, które skazany popełnił w czasie służby w Markowej. Kindler został zwolniony z więzienia w 1955 roku.
Śledztwo w sprawie zbrodni na Żydach i Polakach popełnionych w okupacyjnym powiecie jarosławskim było także prowadzone przez prokuraturę w Dortmundzie. Obiektem zainteresowania zachodnioniemieckich śledczych był m.in. komendant posterunku żandarmerii w Łańcucie por. Eilert Dieken. Śledztwo zostało jednak umorzone w 1971 roku, a żadnemu z żandarmów pełniących służbę w Łańcucie nie postawiono zarzutów. Śledczy ustalili m.in., że Dieken zmarł wiele lat wcześniej z przyczyn naturalnych (1960).
Jedynym żandarmem z posterunku w Łańcucie, który poniósł odpowiedzialność karną za zbrodnie popełnione na ludności polskiej i żydowskiej, był pochodzący z Czechosłowacji Josef Kokott. W 1957 roku został aresztowany na terenie Czechosłowacji, a następnie poddany ekstradycji do Polski. Wyrokiem sądu wojewódzkiego w Rzeszowie z 30 sierpnia 1958 roku został skazany na karę śmierci. Rada Państwa PRL skorzystała jednak z prawa łaski i zamieniła karę na dożywotnie pozbawienie wolności, a następnie na 25 lat więzienia. Kokott zmarł w więzieniu w 1980 roku .